# Ausantwortung
Ausantwortung ist ein seit dem Mittelalter gebräuchlicher Begriff der Rechtssprache mit der Bedeutung übergeben, aushändigen.

## Zivilrecht
Unter Ausantwortung versteht man die Herausgabe von Geld oder anderen Sachwerten an den Berechtigten, etwa bei Liquidation eines Vereins (§ 51 BGB) oder im Erbrecht die Herausgabe des Nachlasses durch den Nachlasspfleger an den Erben (§ 1986 BGB).
Im Handelsrecht versteht man darunter die Auslieferung der Güter nach dem Transport an den Empfänger. Im Handelsgesetzbuch, zuletzt geändert durch Gesetz vom 3. Juli 2015, wird der Begriff jedoch nicht verwendet.
Ein Gesetzentwurf des Bundesjustizministeriums zur Änderung des Vereinsrechts sah vor, in den §§ 49, 51 bis 53 BGB die Wörter ausantworten durch verteilen zu ersetzen, ist aber nicht verabschiedet worden.

## Strafvollzug
Im Strafvollzugsrecht versteht man unter Ausantwortung das befristete Überlassen eines Gefangenen oder eines Untersuchungshaftgefangenen in den Gewahrsam einer Polizei-, Finanz- oder Zollbehörde oder eines Gerichts oder der Staatsanwaltschaft, also die zeitweise Verlegung eines Gefangenen.
Dies erfolgt in der Regel im Rahmen eines Einzeltransports zur Wahrnehmung eines Zeugen- oder Hauptverhandlungstermins. Während dieses Zeitraums obliegt die Verantwortung für den Gefangenen der dafür zuständigen Behörde.
Verwendung findet der Begriff in verschiedenen landesgesetzlichen Regelungen, unter anderem in
- § 6 Abs. 2 Justizvollzugsgesetzbuch III (Gesetzbuch über den Justizvollzug in Baden-Württemberg – Strafvollzug)
- § 6 Abs. 2 Justizvollzugsgesetzbuch IV (Gesetzbuch über den Justizvollzug in Baden-Württemberg – Jugendstrafvollzug)
- § 9 Abs. 3 Thüringer Untersuchungshaftvollzugsgesetz
- sowie in verschiedenen Strafvollzugsverwaltungsvorschriften wie der Vollzugsgeschäftsordnung (VGO) Nr. 73 vom 1. Juli 1965[5] oder der Vollzugsgeschäftsordnung des Landes Nordrhein-Westfalen von 2008.[6]

## Rechtsgeschichte
Mit Ausantwortung wurde auch die Übergabe der im Besitz eines Gefangenen befindlichen Gegenstände oder zusammen mit dem Gefangenen transportierter Urkunden und Beweisstücke bezeichnet.
Im Versailler Vertrag vom 28. Juni 1919 sind in den allgemeinen Bestimmungen des VIII. Teils zur Wiedergutmachung Zahlungen durch die Ausantwortung von Gütern erwähnt.